# Хамилтон Рикард
Хамилтон Рикард (на испански: Hamilton Ricard) е колумбийски футболист, нападател.

## Биография
Роден е на 1 януари 1974 година в град Чоко. Играл е в Депортиво Кали, ФК Мидълзбро, ЦСКА София, Индепендиенте и Нумансия. Рикард преминава в Мидълзбро под ръководството на Брайън Робсън за 2 млн. паунда и отбелязва 33 гола за 92 мача. През пролетта на 2002 преминава в ЦСКА като свободен агент, но не успява да се докаже – 12 мача и 3 гола.